# Haemaphysalis cornigera
Haemaphysalis cornigera är en fästingart som beskrevs av Neumann 1897. Haemaphysalis cornigera ingår i släktet Haemaphysalis och familjen hårda fästingar. Inga underarter finns listade i Catalogue of Life.